# Neomoorea wallisii
Neomoorea es un género monotípico de orquídeas epifita simpodial. Su única especie:  Neomoorea wallisii (Rchb.f.) Schltr. (1924), es originaria de Panamá, Colombia y Ecuador.

## Descripción
Es una orquídea de tamaño medio con  raíces creando una densa estera basal robusta, con pseudobulbos sulcados que llevan 2 hojas apicales, plegadas, coriáceas, elíptico-lanceoladas, agudas o cortamente acuminada, fuertemente veteadas, plegadas, hojas subcoriáceas que debe mantenerse durante todo el año húmedas e incluso fertilizar. Florecer en el otoño y el invierno en una inflorescencia basal, erecta a arqueada, de 60 cm racemosa con 10 a 20 fragantes flores. Esta especie crece mejor en una maceta o cesta colgante con helecho arborescente picado y corteza tamizada para eliminar todo el polvo, caliente para fresca las temperaturas y debe mantenerse húmeda durante la fase de crecimiento y algo menos después de que los crecimientos hayan madurado.

## Distribución
Se encuentra en Colombia y Panamá, a una altitud de 50 a 100 metros o más en los bosques nubosos. 

## Taxonomía
Neomoorea wallisii fue descrita por (Rchb.f.) Schltr. y publicado en Orchid Review 32(378): 355. 1924.
Etimología
Neomoorea: nombre genérico que fue otorgado en honor del botánico inglés F.W.Moore. 
wallisii: epíteto
Sinonimia
- Lueddemannia wallisii Rchb.f., Linnaea 41: 109 (1876).
- Moorea irrorata Rolfe, Gard. Chron., III, 8: 7 (1890).
- Neomoorea irrorata (Rolfe) Rolfe, Orchid Rev. 12: 30 (1904).[4]